# Râul Șatra
Râul Șatra sau Râul Cupșeni este un curs de apă în județul Maramureș, unul din cele două brațe care formează râul Rotunda.  

## Hărți
- Harta județului Maramureș
- Harta muntii Gutâi  Arhivat în 4 martie 2016, la Wayback Machine.